# Джолли, Клиффорд
Клиффорд Джолли (англ. Clifford Dale Jolley; 1921—1995) — лётчик-ас ВВС США Второй мировой и Корейской войн.

## Биография
Родился 4 мая 1921 года в Кливленде, штат Огайо.
На военную службу поступил в 1941 году. Во время Второй мировой войны служил в ВВС Национальной гвардии Юты на Аляске. В 1942 году летал P-38 Lightning и P-40 Warhawk, сбил три вражеских самолета.
После войны одним из первых начал летать на P-51 Mustang. В 1951 году обучался стрельбам на авиабазе Неллис. C 1952 года в звании капитана был участником Корейской войны, во время которой на  самолёте F-86 Sabre (с именем «Jolley Roger») сбил 7 самолётов противника. В 1952—1955 годах испытывал самолёты корпорации Northrop Corporation, в частности F-89 Scorpion. Уволился из армии в 1966 году в звании подполковника, жил в Солт-Лейк-Сити.
В конце жизни Джолли перенёс две операции на сердце, в 1994 году у него началась опухоль головного мозга. 
Умер 13 июля 1995 года в своём доме города Баунтифул, штат Юта. Был похоронен на городском кладбище Баунтифула.
Жена — Mildred Pack Jolley..

## Награды
Среди наград Клиффорда Джолли имеются:
- Серебряная звезда (1952)
- Крест лётных заслуг (1952, четырежды)
- Медаль Пурпурное сердце
- Воздушная медаль
- Медаль Победы во Второй мировой войне
- Медаль «За службу в Корее»